# Kostroma (fiume)
La Kostroma (in russo Кострома́?) è un fiume della Russia europea centrale, affluente di sinistra del Volga. Scorre nell'oblast' di Kostroma, nei rajon Čuchlomskij, Soligaličskij, Bujskij, Kostromskoj e nell'area della città di Kostroma, in parte nel Ljubimskij rajon dell'oblast' di Jaroslavl'.

## Descrizione
Nasce dalla palude di Kostroma sui bassi rilievi delle alture di Galič, nella parte nord-occidentale dell'oblast' di Kostroma, scorrendo con direzione mediamente sud-occidentale in un corso tortuoso, lungo una pianura paludosa; dopo aver toccato la cittadina di Buj, segna per un tratto il confine con l'oblast' di Jaroslavl', sfociando infine nel Volga a 2 547 km dalla foce, poco a monte della grossa città omonima. Da quando è stato creato il bacino idrico di Gor'kij sul Volga, nel 1955-1956, la Kostroma sfocia nella sua parte nord-orientale chiamata baia della Kostroma (o bacino della Kostroma). 
Il fiume ha una lunghezza di 354 km, l'area del suo bacino è di 16 000 km². La Kostroma è gelata, mediamente, da novembre a fine aprile; nella stagione primaverile si hanno invece le maggiori piene, quando la portata può raggiungere valori intorno ai 1 600 m³/s contro una media annua di circa 70  m³/s. Il fiume è navigabile a monte della foce fino alla città di Buj.
I maggiori affluenti sono: Vëksa (lungo 84 km), Tëbza (140 km), Šača (113 km), Andoba (122 km) tutti provenienti dalla sinistra idrografica, Monza (96 km) dalla destra. Prima della creazione del bacino idrico di Gor'kij, anche i fiumi Sot' (144 km) e Meza (125 km) erano affluenti della Kostroma; ora sfociano nel bacino.